# Marie Kaldvee
Marie Kaldvee (ur. 23 stycznia 1995 w Tallinnie jako Marie Turmann) – estońska curlerka, od 2017 roku grająca na pozycji skipa w reprezentacji kraju. Srebrna medalistka mistrzostw świata par mieszanych w 2024 roku.

## Kariera
Wielokrotnie występowała na mistrzostwach Europy w curlingu kobiet: w 2010 jako lead w drużynie Küllike Ustav, w 2014 jako trzecia w drużynie Maile Moelder, w 2017, 2018 i 2019 jako skip. W 2021 roku poprowadziła drużynę w mistrzostwach świata. W 2023 roku drużyna Kaldvee zajęła pierwsze miejsce w mistrzostwach Europy dywizji B.

### Pary mieszane
Kaldvee występuje również w parach mieszanych z Harrim Lillem. Reprezentowali oni Estonię w mistrzostwach świata w latach 2016, 2018 i 2019. W 2024 roku para sięgnęła po srebro mistrzostw świata, ulegając w finale szwedzkiej parze Wranå/Wranå.

## Życie prywatne
Jej siostrą jest Liisa Turmann, również curlerka i reprezentantka Estonii. Mieszka w Järveküla.